# Staatschor Kaunas
Der Staatschor Kaunas (lit. Kauno valstybinis choras) ist ein staatlicher Chor in der zweitgrößten litauischen Stadt Kaunas. Er wurde am 23. Oktober 1969 gegründet.
Der Chor bereitete über 150 Musikwerke von der Klassik bis zur Moderne vor. Er gab Konzerte in Moskau, Sankt Petersburg, sang bei den russischen Musikfestivals „Russischer Winter“ und „Moskauer Sterne“. 1984 trat der Chor in Paris mit der „Frühlingssinfonie“ Nr. 7 von Mikis Theodorakis (1925–2021) auf. Danach trat er mit dem Dirigenten Herbert Kegel (1920–1990) im Schauspielhaus Berlin auf. Der Chor arbeitete zusammen mit Yehudi Menuhin (1916–1999) und war in Frankreich, Italien, Spanien, Deutschland, Ägypten, Russland auf Tournee. Zeitweise wurde mit dem Pianisten Justus Frantz zusammengearbeitet. 
Der Chor probt in der Philharmonie Kaunas.